# فيكتور مردخاي غولشميدت
فيكتور مردخاي غولشميدت (بالألمانية: Victor Mordechai Goldschmidt)‏ هو أستاذ جامعي وفيلسوف ألماني، ولد في 10 فبراير 1853 في ماينتس في ألمانيا، وتوفي في 8 مايو 1933 في سالزبورغ في النمسا.

## وصلات خارجية
- فيكتور مردخاي غولشميدت على موقع الموسوعة البريطانية (الإنجليزية)